# پالمر (میشیگان)
پالمر (به انگلیسی: Palmer) یک منطقهٔ مسکونی در ایالات متحده آمریکا است که در شهرستان مارکت، میشیگان واقع شده‌است. پالمر ۱٫۵ کیلومتر مربع مساحت و ۴۴۹ نفر جمعیت دارد و ۳۹۷ متر بالاتر از سطح دریا واقع شده‌است.